# Arisaema mooneyanum
Arisaema mooneyanum är en kallaväxtart som beskrevs av Michael George Gilbert och Simon Joseph Mayo. Arisaema mooneyanum ingår i släktet Arisaema och familjen kallaväxter. Inga underarter finns listade.